# 比治山トンネル
比治山トンネル（ひじやまトンネル）は、広島県広島市南区比治山公園にあるトンネルで、比治山を東西に貫いている。市道比治山東雲線の一部。

## 概要
片側2車線で上下線が独立した2つのトンネルで、1993年（平成5年）1月に開通した。
- 上り線 長さ：259 m [2]
- 下り線 長さ：259 m [2]

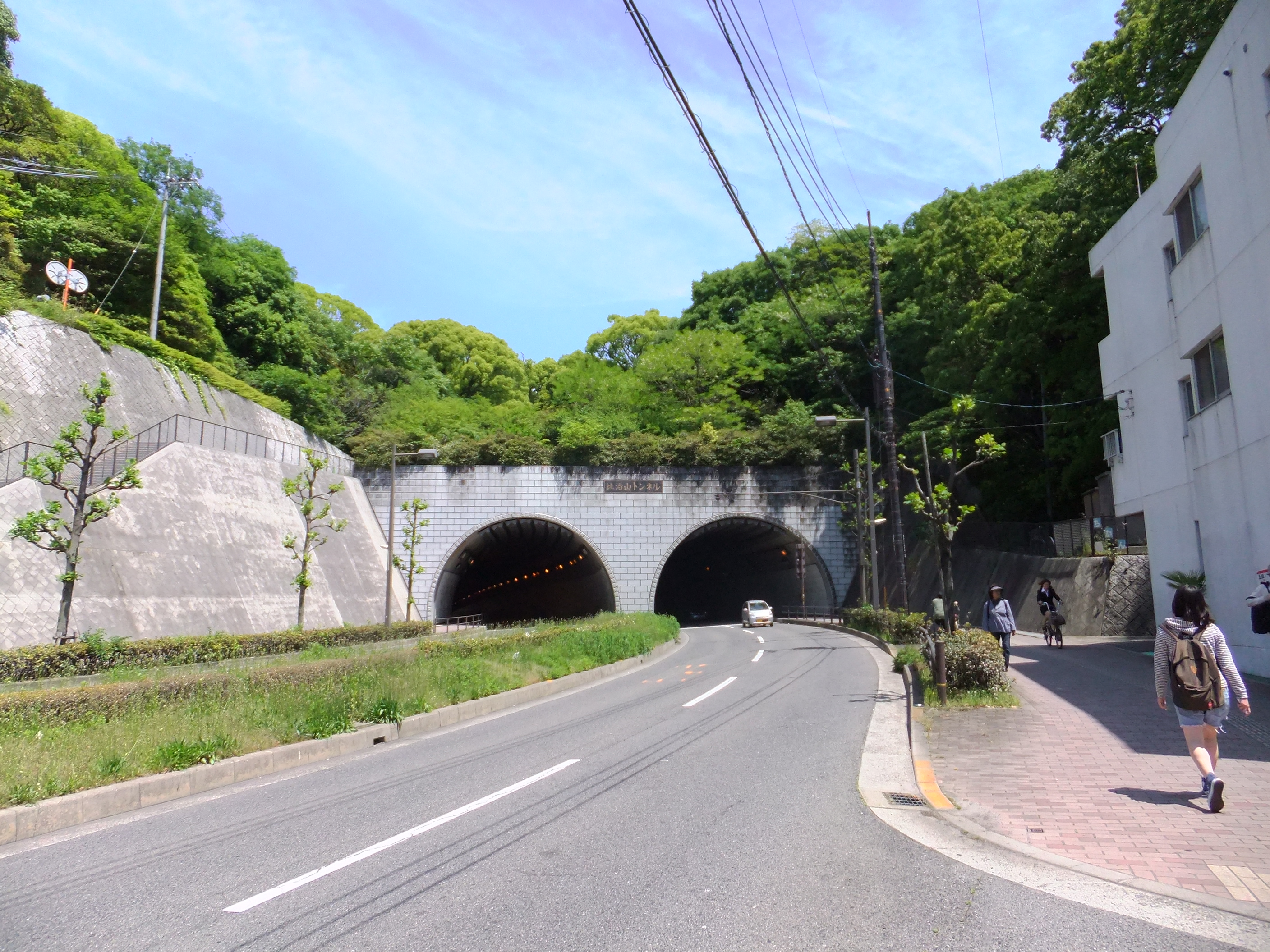
鶴見橋側
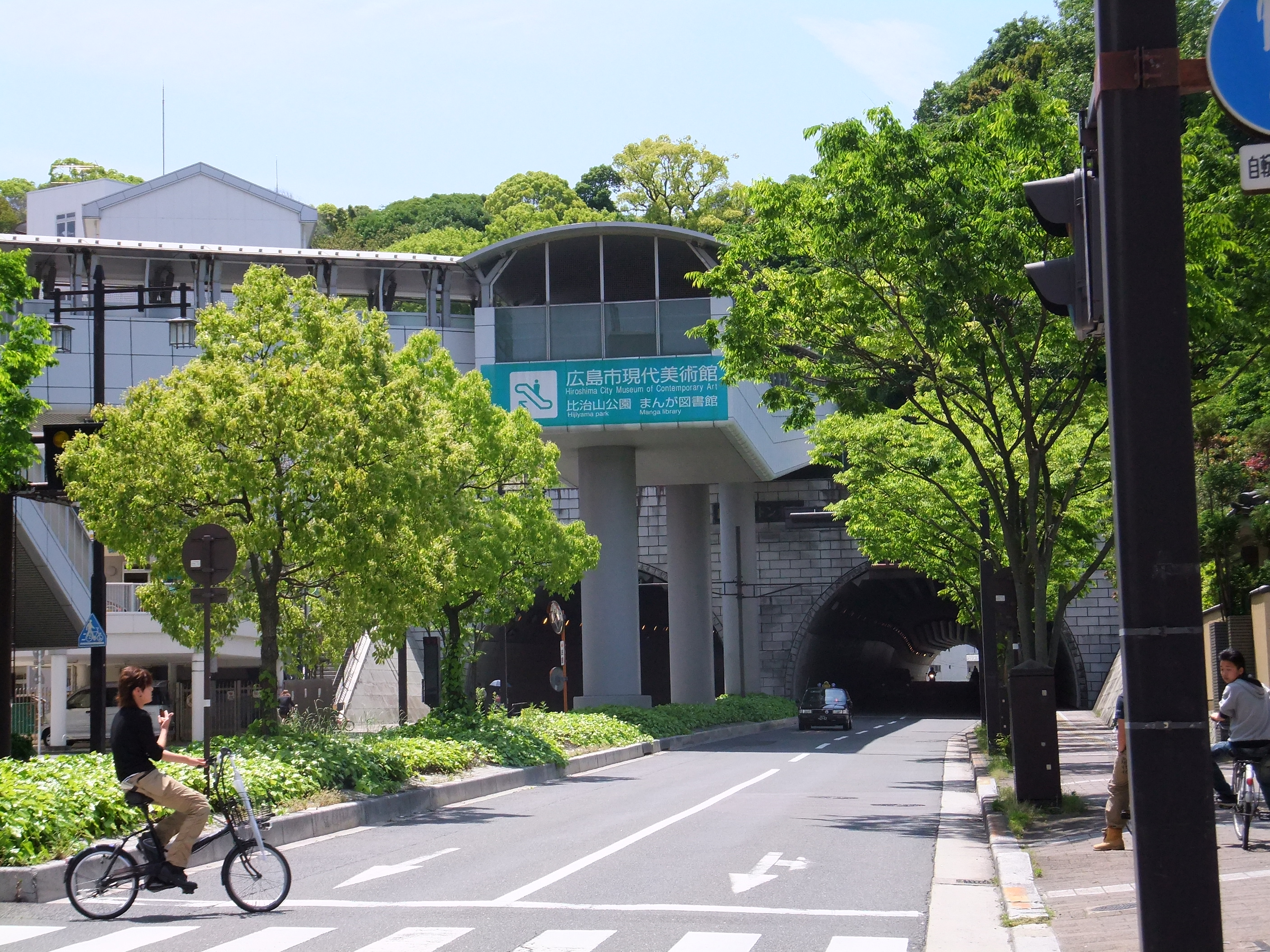
段原側